# Championnat d'Angleterre de football 1911-1912
Navigation
Édition précédente Édition suivante
La 24e édition du championnat d'Angleterre de football est remportée par Blackburn Rovers. Après avoir longtemps végété dans les profondeurs du classement de première division, Blackburn prend sa revanche et remporte pour la première fois le championnat d’Angleterre. 
Le système de promotion/relégation reste en place: descente et montée automatique, sans matchs de barrage pour les deux derniers de première division et les deux premiers de deuxième division. Preston et Bury descendent en deuxième division. Ils sont remplacés pour la saison 1912/13 par Chelsea et Derby County.
Harry Hampton, joueur d’Aston Villa, George Holley de Sunderland et David McLean de The Wednesday avec  25 buts, terminent meilleurs buteurs du championnat ex aequo. 

## Les clubs de l'édition 1911-1912
| Club                                      | Ville         |
| ----------------------------------------- | ------------- |
| Aston Villa Football Club                 | Birmingham    |
| Blackburn Rovers Football Club            | Blackburn     |
| Bolton Wanderers Football Club            | Bolton        |
| Bradford City Association Football Club   | Bradford      |
| Bury Football Club                        | Bury          |
| Everton Football Club                     | Liverpool     |
| Liverpool Football Club                   | Liverpool     |
| Manchester City Football Club             | Manchester    |
| Manchester United Football Club           | Manchester    |
| Middlesbrough Football Club               | Middlesbrough |
| Newcastle United Football Club            | Newcastle     |
| Notts County Football Club                | Nottingham    |
| Oldham Athletic Association Football Club | Oldham        |
| Preston North End Football Club           | Preston       |
| Sheffield United Football Club            | Sheffield     |
| Sunderland Association Football Club      | Sunderland    |
| Tottenham Hotspur Football Club           | Londres       |
| The Wednesday                             | Sheffield     |
| West Bromwich Albion Football Club        | Birmingham    |
| Woolwich Arsenal                          | Londres       |

## Classement
| Rang | Équipe                 | Pts | J  | G  | N  | P  | Bp | Bc | Diff |
| ---- | ---------------------- | --- | -- | -- | -- | -- | -- | -- | ---- |
| 1    | Blackburn Rovers       | 49  | 38 | 20 | 9  | 9  | 60 | 43 | +17  |
| 2    | Everton                | 46  | 38 | 20 | 6  | 12 | 46 | 42 | +4   |
| 3    | Newcastle United       | 44  | 38 | 18 | 8  | 12 | 64 | 50 | +14  |
| 4    | Bolton Wanderers P     | 43  | 38 | 20 | 3  | 15 | 54 | 43 | +11  |
| 5    | The Wednesday          | 41  | 38 | 16 | 9  | 13 | 69 | 49 | +20  |
| 6    | Aston Villa            | 41  | 38 | 17 | 7  | 14 | 76 | 63 | +13  |
| 7    | Middlesbrough          | 40  | 38 | 16 | 8  | 14 | 56 | 45 | +11  |
| 8    | Sunderland             | 40  | 39 | 14 | 11 | 13 | 58 | 51 | +7   |
| 9    | West Bromwich Albion P | 39  | 38 | 15 | 9  | 14 | 43 | 47 | -4   |
| 10   | Woolwich Arsenal       | 38  | 38 | 15 | 8  | 15 | 55 | 59 | -4   |
| 11   | Bradford City          | 38  | 38 | 15 | 8  | 15 | 46 | 50 | -4   |
| 12   | Tottenham Hotspur      | 37  | 38 | 14 | 9  | 15 | 53 | 53 | 0    |
| 13   | Manchester United T    | 37  | 38 | 13 | 11 | 14 | 45 | 60 | -15  |
| 14   | Sheffield United       | 36  | 38 | 13 | 10 | 15 | 63 | 56 | +7   |
| 15   | Manchester City        | 35  | 38 | 13 | 9  | 16 | 56 | 58 | -2   |
| 16   | Notts County           | 35  | 38 | 14 | 7  | 17 | 46 | 63 | -17  |
| 17   | Liverpool              | 34  | 38 | 12 | 10 | 16 | 49 | 55 | -6   |
| 18   | Oldham Athletic        | 34  | 38 | 12 | 10 | 16 | 46 | 54 | -8   |
| 19   | Preston North End      | 33  | 38 | 13 | 7  | 18 | 40 | 57 | -17  |
| 20   | Bury                   | 21  | 38 | 6  | 9  | 23 | 32 | 59 | -27  |

|  | Champion d'Angleterre |
|  | Relégation            |

### Meilleurs buteurs
- Harry Hampton, Aston Villa, 25 buts
- George Holley, Sunderland, 25 buts
- David McLean, The Wednesday, 25 buts

## Bilan de la saison
| Tableau d'Honneur                    |                   |
| Compétition                          | Vainqueur         |
| Championnat d'Angleterre de football | Blackburn Rovers  |
| Coupe d'Angleterre de football       | Barnsley          |
| Charity Shield                       | Manchester United |

| Promotions et relégations |                        |
| Promus                    | Derby County Chelsea   |
| Relégués                  | Preston North End Bury |

## Sources
- Classement sur rsssf.com